# Kvarteret Furan

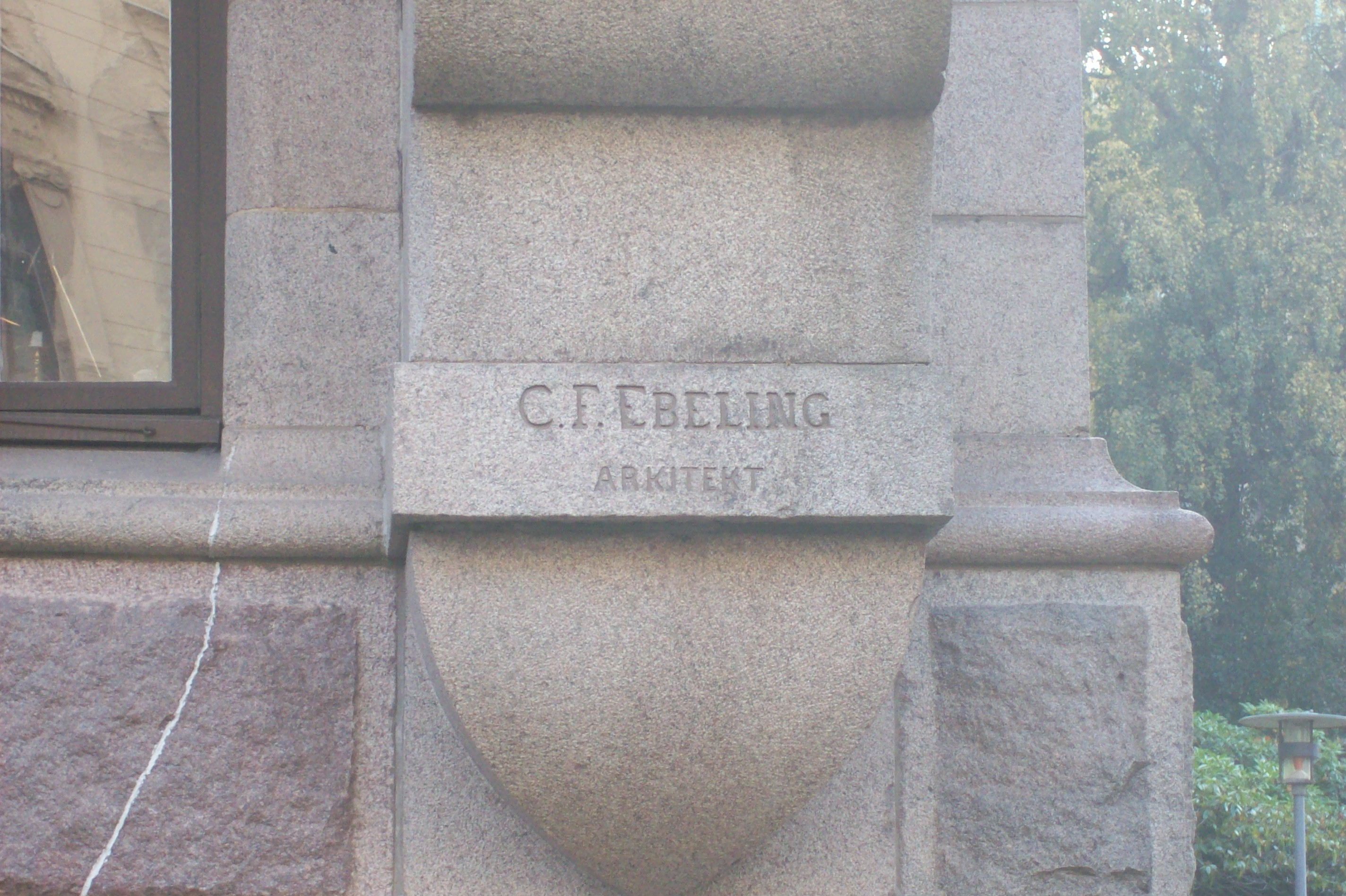
Inskriptionen "C.F. Ebeling Arkitekt" är inhugget i stenen på husets ena hörn.

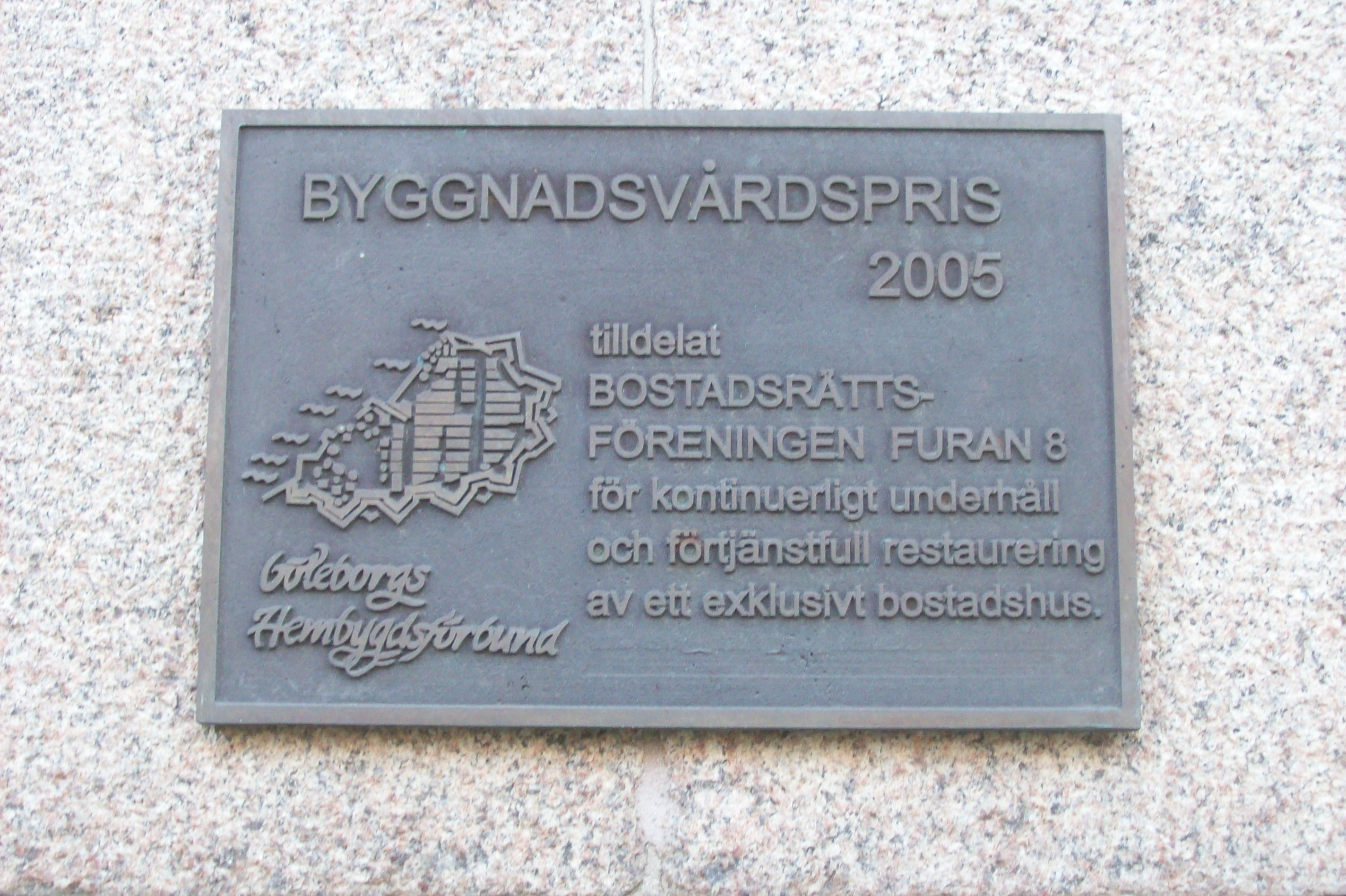
Göteborgs hembygdsförbund tilldelade 2005 Bostadsrättsföreningen Furan 8 sitt byggnadsvårdspris
"för kontinuerligt underhåll och förtjänstfull restaurering
av ett exklusivt bostadshus".

Kvarteret Furan med adress Viktoriagatan 15 i Vasastaden i Göteborg har fastighetsbeteckningen Vasastaden 12:8. Byggnaden ritades av arkitekten Carl Fredrik Ebeling och uppfördes 1893 av byggmästarfirman Ullgren & Friman. Kvarteret Furan är byggnadsminne sedan den 27 oktober 1998.

## Beskrivning
Kvarteret Furans nedre del, omgiven av slutna stenstadskvarter i öster och väster samt esplanaden Vasagatan i norr, har trots inslag av större nybyggnader från 1950- respektive 1970-talet en bebyggelsestruktur, som är välbevarad sedan 1890-talet. Väsentliga identitetsskapande komponenter i stadsbilden i Viktoriagatans perspekliv från korsningen med Vasagatan utgör de sammanbyggda Hedlundska husen Viktoriagatan 11 med "Tomtehuset", Viktoriagatan 15 samt tvillinghusen 15A och 15B. Samtliga har bibehållna förgårdar med originalstaket och planteringar.
Fastigheten Vasastaden 12:8 är genom anläggningssättet och den arkitektoniska utformningen med 35 lägenheter anpassad till kvarterets ursprungliga karaktär av villaområde. Den är numera ett av de sista och bäst bevarade exemplen på hyreshus av sten i "villastil" från 1800-talets slut. Denna särpräglade typ av bostadsbyggande var tidigare väl representerad i flera stadsdelar utanför Vallgraven där utbyggnaden var intensiv under perioden 1870–1910.

## Historik
I planen från 1866, för stadens utvidgning, avsattes bland annat "Annebergskvarteret" – runt det så kallade Bolanderska berget – till villastad. Detta område tillhörde tidigare ägorna till landeriet Anneberg söder om Vasagatan. I enlighet med planens intentioner anlades 1878–81 den pittoreska "Tjänstemannastaden" med trävillor i Föreningsgatans kuperade terräng. 
Området vann stort erkännande, inte minst utomlands. Annebergskvarterens nordöstra del i nuvarande kvarteret Furan – mot Vasagatan och Viktoriagatan – ligger granne med kvarteren i stenstaden. Här uppfördes under 1880- och 90-talen större villor eller fritt liggande bostadshus med fyra eller fem våningar av sten. Effekten av den ökade exploateringen mildrades något av trädgårdarna och den framskymtande naturen innanför bebyggelsen.
Fastigheten Vasastaden 12:8 tillkom genom delning av en större villatomt. Vid tomtindelningen reglerade staden i sina villkor för byggandet av de två fritt liggande byggnadskomplexen. Den påkostade stenvillan från 1876 med parkliknande trädgård fick lämna plats åt tre hyreshus i fem våningar – Viktoriagatan 15A och 15B uppfördes som ett dubbelhus. Byggmästare Ernst Friman uppförde 1893 den aktuella byggnaden på tomten nummer 87 i 13:e roten. 
Byggherren drev sedan 1885 firman Ullgren & Friman efter kompanjonen J.A. Ullgrens död. Firman var en av Göteborgs mest välrenommerade i byggnadsbranschen med specialitet på förnäma stenhus. Ernst Friman bör vid byggnadstillfället ha nått toppen av sin karriär och sparade varken möda eller kostnader för att få en högkvalitativ slutprodukt med hjälp av den ansedde arkitekten Carl Fredrik Ebeling. 
Läget vid foten av "Bolanderska berget" var troligen ett av de mest exklusiva utanför Vallgraven. Viktoriagatan 15 låg granne med stadens förnämsta villor där bland andra några tjänstemän i hög ställning hade sina bostäder, exempelvis stadsarkitekt Victor von Gegerfelt, arkitekt Hans Hedlund och rådman F.M. Colliander.